# Alexander Sverjensky
Alexander Sverjensky   (Riga, 26 de març de 1901 - 3 d'octubre de 1971) va ser un pianista i professor australià d'origen rus.
Sverjensky va néixer a Riga, Letònia, que llavors formava part de l'Imperi Rus, el 1901. Va començar les classes de piano als 12 anys. Des dels 14 anys, va estudiar al Conservatori de Petrograd amb Aleksandr Glazunov. (Algunes fonts diuen que va estudiar amb Sergei Rakhmàninov o Alexander Siloti. També va estudiar dret a Tomsk.
El 1922 va deixar Rússia cap a la Xina. Va acompanyar la soprano Lídia Lipkóvskaia en una gira per la Xina, el Japó, Filipines, Austràlia i Nova Zelanda, i després va aparèixer com a solista a Europa. Va decidir establir-se definitivament a Austràlia el 1925. Va aparèixer en molts recitals i concerts al llarg dels anys vint i trenta. Va ser la primera persona que va tocar la música de Serguei Prokófiev a Austràlia, i també va defensar altres compositors russos com Ígor Stravinski, Alexander Scriabin, Nikolai Medtner, Mily Balakirev, Glazunov i Serguei Rakhmàninov. Es va naturalitzar com a ciutadà britànic el 1930. Va començar a aparèixer com a solista a l'Orquestra ABC de Sydney (precursora de l'Orquestra Simfònica de Sydney) el 1933 i va fundar el seu propi trio de música de cambra el 1936. Va ser el primer pianista a tocar el Concert per a piano núm. 3 en re menor de Rakhmàninov amb l'Orquestra Simfònica de Sydney, el 1941 sota Percy Code.
A partir de 1938 es va convertir en professor de piano al Conservatori de Música de Nova Gal·les del Sud i va tenir una profunda influència en una generació de pianistes australians i neozelandesos i els seus propis estudiants. Entre ells hi havia Nancy Salas, Malcolm Williamson, Larry Sitsky, Romola Costantino, Roger Woodward, Richard Farrell, Stephanie McCallum, Anne Harvey (mare de Michael Kieran Harvey), Neta Maughan (mare i professora de Tamara Anna Cislowska), Daniel Herscovitch, Julie Adam, Grant Foster, Rhondda Gillespie, Robert Weatherburn, Tamás Ungár, David Miller, Helen Quach, Alison Bauld, Garry Laycock, Pamela Sverjensky, Suzanne Cooper, Julia Brimo, Vladimir Pleshakov, Helen Priestner Edmonds i Edward Theodore. Es va retirar del seu càrrec docent el 1969.

## Vida privada
Alexander Sverjensky es va casar tres vegades. La primera va ser amb Mary Murdoch el 1927; es van divorciar el 1943. Dos mesos després es va casar amb Enith Clarke, professora de piano. Es van divorciar el 1951 i un mes després es va casar amb Isla Draper.
Va morir a Sydney el 3 d'octubre de 1971, sobreviscut per la seva tercera dona i els seus dos fills (un del seu primer matrimoni).
La Biblioteca Nacional d'Austràlia conté una col·lecció dels seus programes i altres articles.